# Enigayong
Enigayong ist ein Ort in Äquatorialguinea.

## Lage
Der Ort liegt an einer Verkehrsroute zwischen Bata und Mbini in der Provinz Litoral auf dem Festlandteil des Staates. Im Umkreis liegen die Siedlungen Makomo (S) und Acanabot (N).

## Klima
In der Stadt, die sich nah am Äquator befindet, herrscht tropisches Klima.